# Aristonectidae
Los Aristonectidae son una familia de plesiosaurios escasamente conocidos que vivieron en los períodos Jurásico y Cretácico. Los aristonéctidos están cercanamente relacionados con los plesiosaurios policotílidos. La familia está compuesta de Tatenectes, Kimmerosaurus, Aristonectes y Kaiwhekea. Este grupo fue anteriormente conocido como Cimoliasauridae, pero dado que el estatus de Cimoliasaurus es indeterminado y podría ser en realidad un elasmosáurido, fue necesario hacer el reemplazo del nombre para el grupo.
Tatenectes y Kimmerosaurus representan una primigenia radiación de plesiosaurios jurásicos en el Oxfordiense de Laurasia, mientras que Aristonectes y Kaiwhekea representan una radiación posterior del Cretácico de Gondwana.

## Apariencia
Los Aristonectidae se caracterizaban por una cabeza relativamente mayor y un cuello más corto que el de los Plesiosauridae y los Elasmosauridae. Los dientes son similares a los de los plesiosáuridos. El grupo entero sólo es conocido a partir de restos escasos y fragmentarios.
La diagnosis formal del clado consiste de la posesión de las siguientes características:
- Un hocico relativamente largo sin comprimir y amplio en la zona anterior.
- Un proceso paroccipital del hueso opistótico que se articula sólo con el escamoso.
- Los dientes son pequeños y relativamente estrechos (la longitud de la corona es inferior a 1 centímetro).
- El número de los dientes premaxilares es de 7 o más.
- El número de dientes maxilares es mayor de 30.
- El paladar con un núcleo ventralmente ampliado que sobresale del plano de la fisura entre la vacuidad interpterigoidal posterior y anterior.
- El número de vértebras cervicales es mayor que 32.
- Las vértebras cervicales son más anchas que largas.
- Las vértebras cervicales tienen los bordes de las superficies articulares pobremente definidos.
- Una marcada constricción dorsoventral de los centros de las vértebras cervicales sobre la línea media (en forma de binoculares).
- Arco y canal neural relativamente pequeño respecto del diámetro del centro de la vértebra.